# Mary Golda Ross
Mary Golda Ross   (Park Hill, 9 d'agost de 1908 - Los Altos, 29 d'abril de 2008) va ser la primera enginyera nadiua americana. A més, va ser també la primera dona enginyera en la història de la Lockheed Corporation. Va treballar a l'empresa des del 1942 i fins a jubilar-se l'any 1973, on hi va destacar sobretot pel seu treball en disseny aeroespacial. Va ser una dels 40 enginyers fundadors del famós i secret projecte Skunk Works desenvolupat per la Lockheed Corporation. Al llarg de la seva vida, Ross es va dedicar a l'avenç de les dones joves i dels nadius americans en els camps STEM (ciència, tecnologia, enginyeria i matemàtiques). Deu anys després de la seva mort, l'any 2018, Ross va ser escollida per la Casa de la Moneda dels EUA per a ser representada a la moneda d'un dòlar dels nadius americans en l'edició de l'any 2019, com a celebració dels nadius americans al programa espacial.

## Biografia
Mary G. Ross va néixer a la petita ciutat de Park Hill, Oklahoma. Era la segona de cinc germans, fills de William Wallace Ross Jr i Mary Henrietta Moore Ross. Fou la besneta del cap dels Cherokees John Ross, qui va ser influent en la creació d'un nou assentament a Oklahoma després de la deportació dels nadius americans de les seves terres sota les ordres d'Andrew Jackson. Aquest assentament de la nació Cherokee es va completar amb una escola i un govern propis.
Des de petita destacava el seu talent, raó per la qual va ser enviada a viure amb els seus avis a la capital de la nació Cherokee de Tahlequah, Oklahoma; per poder assistir a l'escola de primària i secundària.
Als 16 anys, Ross es va matricular a la Northeastern State Teachers' College a Tahlequah. Es va llicenciar en matemàtiques el 1928, als 20 anys.
El 1938, Ross va rebre el seu màster en matemàtiques al Colorado State Teachers College, ara conegut com a Universitat de Colorado del Nord, a Greeley. Mentre treballava en el seu màster, Ross va assistir a totes les classes d'astronomia que s'hi oferien, ja que sentia una intensa fascinació per l'espai.
L'any 1949, després de la Segona Guerra Mundial, Lockheed va enviar Mary G. Ross a la Universitat de Califòrnia, Los Angeles per estudiar, on va obtenir una certificació professional en enginyeria. D'aquesta manera, Ross es va convertir en la primera dona nadiua americana a obtenir aquesta certificació.

### Carrera professional
Ross va començar la seva carrera com a professora de matemàtiques i ciències a les escoles rurals d'Oklahoma durant nou anys, especialment durant la Gran Depressió dels Estats Units.
L'any 1936, Ross va fer l'examen de servei civil per poder treballar com a empleada d'estadística a l'Oficina d'Afers Indis (BIA) a Washington, DC.
El 1937, va ser reassignada com a figura assessora per a les noies a la Santa Fe Indian School, un internat d'indis nadius americans a Santa Fe, Nou Mèxic. Mentre treballava a l'internat, també estava treballant per obtenir el seu màster en matemàtiques.
Anys després d'obtenir el seu màster, l'any 1941, Ross es va traslladar a Califòrnia per buscar feina, després que els Estats Units prenguessin part a la Segona Guerra Mundial.
El 1942, Ross va ser contractada per Lockheed com a matemàtica. Als inicis de la seva carrera a Lockheed, el seu paper principal era treballar en el desenvolupament d'avions de caça. Una de les seves tasques durant aquest temps va ser analitzar els efectes de la pressió sobre el Lockheed P-38 Lightning, el qual va ser un dels avions més ràpids dissenyats fins aquell moment. El P-38 va ser el primer avió militar que va arribar a una velocitat superior als 640 km/h en vol pla. Al llarg de la seva carrera, Ross va ajudar a resoldre nombrosos problemes de disseny relacionats amb el vol d'alta velocitat i amb els problemes d'aeroelasticitat dels avions militars. Ross va ser capaç de realitzar càlculs complexos per avançar en el camp del disseny aeroespacial utilitzant tan sols un llapis, un regle de càlcul i un ordinador Friden.
Després de la Segona Guerra Mundial, quan els homes van tornar de la guerra, van tornar a les feines que havien tingut anteriorment, desplaçant les dones dels llocs de treball que havien ocupat durant el conflicte. Tanmateix, Lockheed va decidir mantenir Ross al seu equip. Fins i tot, van enviar Ross a UCLA per obtenir una certificació professional en enginyeria, la qual va obtenir l'any 1949.
L'any 1952, Ross va ajudar a fundar el programa de desenvolupament avançat de Lockheed, conegut com a Skunk Works. Va ser una de les quaranta persones treballant en aquest projecte i va ser l'única dona de l'equip. El treball realitzat per Ross i la resta de l'equip en el projecte Skunk Works va ser tractat de forma confidencial i, fins i tot actualment, la majoria dels detalls es troben sota secret. No obstant això, se sap que la feina de Ross en el projecte Skunk Works va implicar "conceptes preliminars de disseny per a viatges espacials interplanetaris, vols tripulats i sense tripulació en l'òrbita terrestre, estudis de satèl·lits en òrbita amb finalitats tant civils com de defensa".
A mesura que l'enfocament del país es desplaçava cap a la Guerra Freda i noves tecnologies d'armes en forma de míssils, Lockheed va reconèixer aquest canvi i va crear el departament de Míssils i Espai. En aquesta branca de l'empresa, Ross va tenir un paper important en la investigació i l'avaluació del rendiment dels míssils balístics i altres noves tecnologies de defensa. Durant aquest temps, també va fer importants descobriments relacionats amb el llançament de naus espacials mitjançant submarins i sistemes de defensa que s'aplicarien posteriorment al projecte Polaris.
Una altra gran contribució de Ross mentre estava a Lockheed va ser per al projecte Agena. El coet Agena va ser una part important de la missió Gemini, la qual fou una exploració espacial tripulada destinada a provar equips i procediments diversos mentre es trobava a l'òrbita de la Terra. L'Agena es va utilitzar com a punt de trobada i d'acoblament per a l'equip Gemini. Aquest projecte va culminar-se l'any 1966, quan es va llançar el coet a l'espai en una missió exitosa. Aquest projecte va ser l'inici de la participació dels Estats Units en l'era espacial. El paper principal de Ross va consistir en el desenvolupament dels criteris específics per al coet gràcies a la seva àmplia investigació en el camp de la hidrodinàmica. Això va ajudar Ross a avançar en l'establiment de conceptes de disseny preliminars per a missions de sobrevol a Venus i Mart.
A finals de la dècada de 1960, Ross va ascendir a la posició d'enginyera superior de sistemes avançats. En conseqüència, va passar a formar part de l'equip que treballava en els míssils Poseidon i Trident.
La seva carrera com a enginyera a Lockheed va preparar a Ross per fer les seves contribucions al Vol. 3 del Manual de vol planetari de la NASA, el qual encara avui en dia té rellevància per als viatges espacials.

### Darrers anys
Després de jubilar-se l'any 1973, Ross va viure a Los Altos, Califòrnia; i va treballar en el reclutament de dones joves i joves nadius americans per a carreres d'enginyeria. Des de la dècada de 1950, havia estat membre fundadora de la Society of Women Engineers. Aquesta societat se centra a ajudar altres dones joves que volen formar-se i desenvolupar una carrera en enginyeria oferint assessorament, beques i una comunitat per a les dones joves.
També va donar suport ampliant els programes educatius de l'American Indians in Science and Engineering Society (AISES) i al Council of Energy Resource Tribes.
Als 96 anys, Ross va participar en la cerimònia d'obertura del Museu Nacional de l'Indi Americà a Washington, DC; lluint el seu "primer vestit tradicional Cherokee" de calicó verd, fet per la seva neboda. En morir l'any 2008, va deixar una dotació de 400.000 dòlars al museu. Aquesta donació la va deixar com a llegat per poder continuar finançant el seu suport i celebració als nadius americans.

## Premis, reconeixements i contribucions importants
- Saló de la fama del Silicon Valley Engineering Council, 1992[23]
- Autora del Manual de vol planetari de la NASA, Vol. III[24]
- Dona peninsular de l'any, atorgat per la societat de comunicació de dones Theta Sigma Phi[13]
- Premis a l'èxit per part de la Societat de Ciència i Enginyeria de l'Indi Americà i del Council of Energy Resource Tribes
- Premi a la Dona de distinció per part del San Francisco Examiner, 1961[25]
- Premi "Woman of Achievement", Califòrnia State Federation of Business and Professional Clubs, 1961[26]
- Col·laboradora i membre vitalícia de la Societat de Dones Enginyeres.[23]
- El 1992, la Secció de la Vall de Santa Clara va establir una beca en el seu nom.[27][28]
- Google Doodle el 9 d'agost de 2018[27][29]
- Revers del dòlar de Sacagawea de l'any 2019.[30][31]